# Кук-кірваш
Кук-кірваш (д/н — бл. 1520 до н. е.) — суккуль-мах (верховний володар) Еламу близько 1545—1520 роках до н. е.

## Життєпис
Походив з династії Епартідів (Суккуль-махів). Син Ланкуку, суккаля Еламу і Симашкі. Післям смерті стриєчного брата Кук-Саніта став суккалем Суз. На той час його батько помер. Після смерті Пала-ішшана близько 1545 року до н. е. спадкував владу. Спочатку панував одноосібно, взявши титул суккуль-мах Еламу, суккаль Симашкі та Суз. Ймовірно, це було пов'язано з відсутністю братів, небожів та синів. Згодом призначив суккалем Еламу і Симашкі свого сина Тем-Саніта, а суккалем Суз іншого сина Кук-Наххунте.
Проводив загалом мирну політику, активно розбудовуючи міста. Замінив їх новими цегляними старі асфальтові стіни Високого храму Іншушінака в Сузах. Значна архітектурна діяльність свідчить про економічне піднесення держави.
Помер близько 1520 року до н. е. Оскільки Тем-Саніт помер ще до того, то спадкоємцем став Кук-Наххунте.